# Els turons tenen ulls (pel·lícula de 1977)
Els turons tenen ulls (títol original en anglès, The Hills Have Eyes) és una pel·lícula de terror estatunidenca de 1977 escrita, dirigida i editada per Wes Craven i protagonitzada per Susan Lanier, Michael Berryman i Dee Wallace. La pel·lícula segueix els Carters, una família suburbana atacada per una família de salvatges caníbals després de quedar atrapada al desert de Nevada. S'ha doblat i subtitulat al català.
Després del debut com a director de Craven, a L'última casa de l'esquerra (1972), el productor Peter Locke estava interessat a finançar un projecte similar. Craven va basar el guió de la pel·lícula en la llegenda del caníbal escocès Sawney Bean, que il·lustra com les persones suposadament civilitzades poden tornar-se salvatges. Altres influències a la pel·lícula inclouen El raïm de la ira (1940) de John Ford i The Texas Chain Saw Massacre (1974) de Tobe Hooper. Els turons tenen ulls es va rodar al desert de Mojave. L'equip de la pel·lícula inicialment no estava entusiasmat amb el projecte, però es van apassionar més a causa de l'entusiasme de Craven i van arribar a creure que estaven fent una pel·lícula especial.
Els turons tenen ulls va guanyar 25 milions de dòlars a la taquilla i va generar una franquícia. Totes les pel·lícules posteriors de la sèrie es van fer amb la participació de Craven. Els turons tenen ulls es va publicar en VHS el 1988 i posteriorment es va publicar en DVD i Blu-ray, mentre que la banda sonora de Don Peake per a la pel·lícula es va publicar en CD i vinil. Les crítiques de la pel·lícula van ser majoritàriament positives, i van elogiar la tensa narrativa i el sentit de l'humor. Alguns crítics van interpretar que la pel·lícula contenia comentaris sobre la moral i la política estatunidenca, i des de llavors la pel·lícula s'ha convertit en un clàssic de culte.